# Ichneumon recurvicauda
Ichneumon recurvicauda là một loài tò vò trong họ Ichneumonidae.